# Leucauge senegalensis
Leucauge senegalensis är en spindelart som beskrevs av Roewer 1961. Leucauge senegalensis ingår i släktet Leucauge och familjen käkspindlar.
Artens utbredningsområde är Senegal. Inga underarter finns listade i Catalogue of Life.